# Műugrás az 1980. évi nyári olimpiai játékokon
Az 1980. évi nyári olimpiai játékokon a műugrásban négy bajnokot avattak, két férfi és két női számban.

## Éremtáblázat
(A táblázatokban a rendező ország csapata eltérő háttérszínnel, az egyes számoszlopok legmagasabb értéke, vagy értékei vastagítással kiemelve.)
| Az 1980. évi nyári olimpiai játékok éremtáblázata műugrásban | Az 1980. évi nyári olimpiai játékok éremtáblázata műugrásban | Az 1980. évi nyári olimpiai játékok éremtáblázata műugrásban | Az 1980. évi nyári olimpiai játékok éremtáblázata műugrásban | Az 1980. évi nyári olimpiai játékok éremtáblázata műugrásban | Olimpia  |
| ------------------------------------------------------------ | ------------------------------------------------------------ | ------------------------------------------------------------ | ------------------------------------------------------------ | ------------------------------------------------------------ | -------- |
|                                                              | Ország                                                       | Arany                                                        | Ezüst                                                        | Bronz                                                        | Összesen |
| 1.                                                           | Szovjetunió (URS)                                            | 2                                                            | 2                                                            | 2                                                            | 6        |
| 2.                                                           | NDK (GDR)                                                    | 2                                                            | 1                                                            | 1                                                            | 4        |
|                                                              |                                                              |                                                              |                                                              |                                                              |          |
| 3.                                                           | Mexikó (MEX)                                                 | 0                                                            | 1                                                            | 0                                                            | 1        |
|                                                              |                                                              |                                                              |                                                              |                                                              |          |
| 4.                                                           | Olaszország (ITA)                                            | 0                                                            | 0                                                            | 1                                                            | 1        |
|                                                              |                                                              |                                                              |                                                              |                                                              |          |
| Összesen                                                     | Összesen                                                     | 4                                                            | 4                                                            | 4                                                            | 12       |

## Érmesek

### Férfi számok
| Az 1980. évi nyári olimpiai játékok érmesei férfi műugrásban |                                        |                                        |                                       |
| Versenyszám                                                  | Arany                                  | Ezüst                                  | Bronz                                 |
| Műugrás                                                      | Alekszandr Portnov · Szovjetunió (URS) | Carlos Girón · Mexikó (MEX)            | Franco Cagnotto · Olaszország (ITA)   |
| Toronyugrás                                                  | Falk Hoffmann · NDK (GDR)              | Vlagyimir Alejnyik · Szovjetunió (URS) | David Ambarcumjan · Szovjetunió (URS) |

### Női számok
| Az 1980. évi nyári olimpiai játékok érmesei női műugrásban |                                     |                                       |                                   |
| Versenyszám                                                | Arany                               | Ezüst                                 | Bronz                             |
| Műugrás                                                    | Irina Kalinyina · Szovjetunió (URS) | Martina Pröber · NDK (GDR)            | Karin Guthke · NDK (GDR)          |
| Toronyugrás                                                | Martina Jäschke · NDK (GDR)         | Szirvard Emirzjan · Szovjetunió (URS) | Liana Cotadze · Szovjetunió (URS) |